# Iusuf Sinan Pașa Cigalazade
Iusuf Sinan Pașa Cigalazade (în turcă Cağaloğlu Yusuf Sinan Pașa; c. 1545–1605), porecla sa însemnând „fiul lui Cicala”, a fost un om de stat italian otoman care a deținut funcția de Mare Vizir timp de patruzeci de zile între 27 octombrie și 5 decembrie 1596, în timpul domniei lui Mehmed al III-lea. El a fost, de asemenea, un pașă kapudan (Mare Amiral al Marinei Otomane), precum și general. El este cel care l-a înjunghiat mortal pe domnitorul Ion-Vodă cel Viteaz, călcând jurământul otomanilor de a-i cruța viața.

## Biografie
El s-a născut ca Scipione Cicala în Genova sau Messina în jurul anului 1545, fiind membru al unei familii nobiliare, familia genoveze Cicala. Tatăl său, viconte (di Cicala), a fost, potrivit lui Stephan Gerlach, un corsar în slujba Spaniei, în timp ce despre mama lui se spune că a fost o turcoaică din Castelnuovo (azi Herceg Novi). Vicontele și fiul său, capturați în Bătălia de la Djerba de către marina otomană în 1560 sau 1561, au fost duși mai întâi la Tripoli (în Africa de Nord) și apoi la Constantinopol. Tatăl a fost răscumpărat din captivitate în timp util și, după ce a trăit pentru un timp la Beyoğlu (Pera), a revenit la Messina, unde a murit în 1564. Fiul său, Scipione, nu a fost eliberat, dar a fost introdus în corpul otoman al tinerilor instruiți pentru armata imperială. El s-a convertit, așa cum era obligat, la islamism și a fost instruit în palatul imperial, ajungând la rangul de silahtar. În cele din urmă s-a căsătorit, prima dată (1573) și apoi a doua oară (1576) cu o strănepoată a sultanului Soliman Magnificul. El și-a asigurat astfel avere, o funcție înaltă și protecție la Înalta Poartă.
A participat la Bătălia de la Cahul (1574), fiind cel care l-a înjunghiat mortal pe domnitorul Ion-Vodă cel Viteaz în cortul otoman, deși beglerbegul Ahmed Pașa jurase să-i cruțe viața și să-l ducă în fața sultanului.:p. 130 Scriitorul Bogdan Petriceicu Hasdeu îl considera un „renegat (...): un june moale, desfrânat, nestatornic, mâncăcios, bețiv... dar cu atât și mai puternic la curtea unui sultan ca Selim II”, „un apostat; (...) un om îndobitocit prin excesul banchetelor și un dobitoc amețit prin furia opiului: (...) un monstru pentru a face un asemenea pas contra onorii și contra jurământului”.
În 1574 a condus cu succes o flotă otomană formată din 250-300 de nave de război și aproximativ 75.000 de oameni în cucerirea Tunisului. A devenit agă al ienicerilor în 1575 și a păstrat această funcție până în 1578. În timpul următoarei etape a carierei sale a fost activ mult timp în lungul război otomano-persan din 1578-1590. A fost beglerbeg (guvernator general) de Van în 1583, și și-a asumat comanda, în același an, al marii fortărețe Erevan, fiind ridicat la rangul de vizir, în același timp. A jucat, de asemenea, un rol proeminent, încă o dată ca beglerbeg de Van, în campania din 1585 împotriva Tabrizului. În calitate de beglerbeg de Bayazıt, o numire pe care a primit-o în 1586, a luptat cu succes în vestul Persia în ultimii ani ai războiului, aducând Nihavand și Hamadan sub control otoman.
După pacea din 1590 a fost numit guvernator de Erzurum, iar în 1591 a devenit pașă kapudan sau Mare Amiral al flotei otomane. El a deținut această funcție până în 1595. În cel de-al treilea vizirat (1593-1595) al lui Koca Sinan Pasha a fost promovat ca al patrulea vizir. La acea vreme, otomanii se aflau în război cu Austria începând din 1593. Cağaloğlu Yusuf Sinan Pașa, numit pe atunci al treilea vizir, l-a însoțit pe sultanul Mehmed al III-lea în campania  maghiară din 1596. El a încercat în zadar să apere cetatea Hatvan, care a căzut în septembrie 1596. El a fost prezent la asediul otoman cu succes al Egerului (Eğri) (septembrie-octombrie 1596) și la bătălia de la Mező-Keresztes din octombrie 1596 și a luat parte la asaltul final care a transformat o înfrângere iminentă într-un triumf remarcabil pentru otomani. Ca răsplată pentru serviciile sale, el a fost făcut Mare Vizir, dar nemulțumirea cauzată de măsurile pe care le-a folosit într-un efort de a restabili disciplina în rândul forțelor otomane, problemele care au urmat implicării sale în afacerile tătarilor din Crimeea și existența la curte a unor influențe puternice pentru restabilirea lui Damat İbrahim Pașa în funcția de Mare Vizir au condus la înlăturarea sa din această funcție după 40 de zile.
El a fost beglerbeg al Damascului din decembrie 1597 până în ianuarie 1598. În mai 1599 a fost făcut pașă kapudan pentru a doua oară. În 1604 a preluat comanda frontului de est, unde a izbucnit un nou război între otomani și perși în anul precedent. Campania sa din 1605 a fost lipsită de succes, forțele pe care le-a condus spre Tabriz suferind o înfrângere pe malul lacului Urmia. Cağaloğlu a trebuit să se retragă la cetatea Van și de acolo înspre Diyarbekir. A murit în cursul acestei retrageri, în decembrie 1605. El a fost strămoșul lui Ilhan İrem, care este un celebru cântăreț pop turc. 
Cartierul Cağaloğlu din Istanbul, un nume turcesc echivalent cu londonezul Fleet Street ca centru de presă al orașului, și unde Iusuf Sinan Pașa a construit un palat și un hamam (baie turcească), este numit după el și îi poartă numele și astăzi. Baia, cunoscută ca Cağaloğlu Hamam după numele pașei, a fost reconstruită în 1741.
Cântecul "Sinàn Capudàn Pascià" al cantautorului genovez Fabrizio De André evocă povestea lui Sinan Pașa. El este cântat în dialectul genovez și se află pe albumul Crêuza de mä.